# Torneo Competencia 1942
El Torneo Competencia 1942 fue la cuarta edición del Torneo Competencia. Compitieron los once equipos de Primera División. No se definió el campeón al quedar empatados en primera posición Nacional con Peñarol. La forma de disputa fue de un torneo a una rueda todos contra todos.

## Posiciones
| Puesto | Equipo         | Pts | PJ | PG | PE | PP | GF | GC | Dif |
| ------ | -------------- | --- | -- | -- | -- | -- | -- | -- | --- |
| 1.º    | Nacional       | 16  | 9  | 8  | 0  | 1  | 28 | 10 | 18  |
| 1.º    | Peñarol        | 16  | 9  | 7  | 2  | 0  | 29 | 11 | 18  |
| 3.º    | Racing         | 11  | 9  | 3  | 5  | 1  | 17 | 14 | 3   |
| 4.º    | Defensor       | 10  | 9  | 3  | 4  | 2  | 21 | 21 | 0   |
| 5.º    | Central        | 7   | 9  | 3  | 1  | 5  | 15 | 21 | -6  |
| 6.º    | CA River Plate | 7   | 9  | 2  | 3  | 4  | 9  | 12 | -3  |
| 7.º    | Sud América    | 7   | 9  | 2  | 3  | 4  | 12 | 16 | -4  |
| 8.º    | Wanderers      | 6   | 9  | 2  | 2  | 5  | 13 | 17 | -4  |
| 9.º    | Rampla Juniors | 6   | 9  | 1  | 4  | 4  | 10 | 19 | -9  |
| 10.º   | Liverpool      | 4   | 9  | 1  | 2  | 6  | 8  | 21 | -13 |

## Resultados
| Peñarol        | 2-0 | CA River Plate |
| Central        | 0-3 | Racing         |
| Rampla Juniors | 1-1 | Wanderers      |
| Liverpool      | 2-0 | Defensor       |
| Nacional       | 1-0 | Sud América    |

| Nacional  | 6-1 | Defensor       |
| Peñarol   | 3-2 | Wanderers      |
| Liverpool | 1-1 | Rampla Juniors |
| Central   | 1-1 | CA River Plate |
| Racing    | 2-2 | Sud América    |

| Defensor       | 3-3 | Peñarol        |
| Nacional       | 4-1 | Racing         |
| Sud América    | 0-0 | Liverpool      |
| Central        | 5-1 | Rampla Juniors |
| CA River Plate | 3-0 | Wanderers      |

| Nacional | 2-1 | Rampla Juniors |
| Peñarol  | 4-2 | Sud América    |
| Racing   | 0-0 | Wanderers      |
| Defensor | 1-1 | CA River Plate |
| Central  | 2-1 | Liverpool      |

| Racing         | 1-1 | Peñarol        |
| Nacional       | 5-0 | Liverpool      |
| Rampla Juniors | 1-0 | CA River Plate |
| Defensor       | 5-1 | Sud América    |
| Central        | 3-0 | Wanderers      |

| Nacional       | 2-1 | Central        |
| Peñarol        | 4-2 | Rampla Juniors |
| Wanderers      | 4-1 | Liverpool      |
| Defensor       | 3-3 | Racing         |
| CA River Plate | 1-1 | Sud América    |

| Nacional    | 4-3 | Wanderers      |
| Racing      | 2-1 | CA River Plate |
| Sud América | 3-0 | Rampla Juniors |
| Defensor    | 4-2 | Central        |
| Liverpool   | 0-3 | Peñarol        |

| Defensor       | 2-1 | Wanderers      |
| Sud América    | 3-1 | Central        |
| CA River Plate | 2-1 | Liverpool      |
| Racing         | 1-1 | Rampla Juniors |
| Nacional       | 1-3 | Peñarol        |

| Peñarol        | 6-0 | Central        |
| Nacional       | 3-0 | CA River Plate |
| Wanderers      | 2-0 | Sud América    |
| Racing         | 4-2 | Liverpool      |
| Rampla Juniors | 2-2 | Defensor       |